# Fdmnes
FDMNES est un programme de simulation du spectre d'absorption développé par Yves Joly dans le cadre de ses travaux de recherche au sein de l'Institut Néel du CNRS. C'est un logiciel propriétaire disponible en téléchargement sur le site web de l'institut,.

## Caractéristiques
Ce programme est destiné aux calculs des différents spectres en relation avec l'absorption des rayons X. L’outil est capable d’effectuer des calculs dans le domaine de XANES et de l'EXAFS. Les réglages sont multiples et l’utilisateur peut même imaginer les conditions de polarisation rectiligne ou circulaire. 
FDMNES propose deux techniques de calcul possibles : la méthode des différences finies (MDF) pour résoudre l'équation de Schrödinger et le formalisme de Green (diffusion multiple). Le programme prend en compte les  symétries de la structure.